# Alexander Zoubkoff
Alexander Anatolewitsch Zoubkoff (russisch Александр Анатольевич Зубков, transkribiert Alexander Anatoljewitsch Subkow; * 25. September 1901 in Iwanowo-Wosnessensk, Russisches Kaiserreich; † 28. Januar 1936 in Luxemburg) war ein russischer Emigrant, Hochstapler und als kurzzeitiger Ehemann Viktoria von Preußens ein Schwager des vormaligen Deutschen Kaisers Wilhelms II.

## Leben

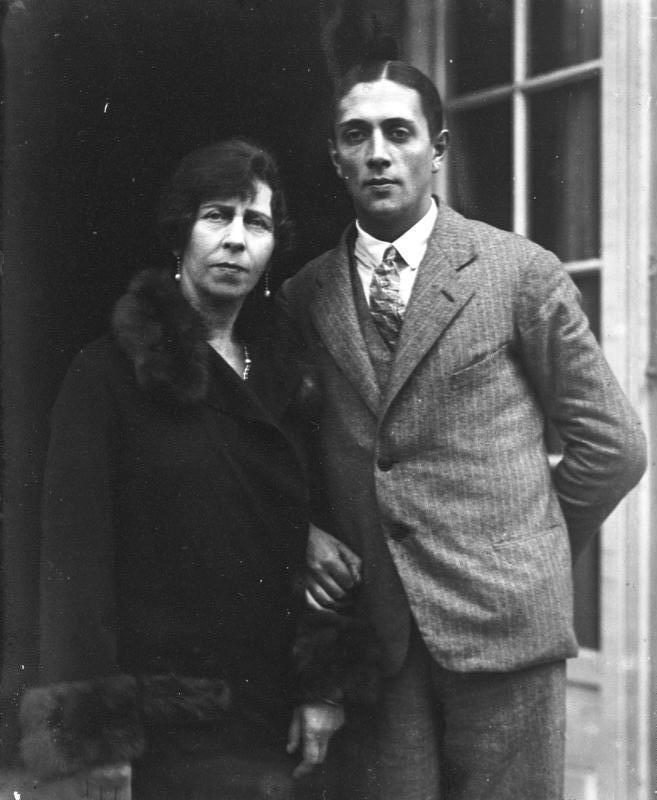
Alexander Zoubkoff mit seiner Ehefrau Viktoria, geb. Prinzessin von Preußen, 1927.

Zoubkoff gab sich als Adliger aus, der in der Revolution alles verloren habe. Er heiratete im Jahr 1927 die 35 Jahre ältere Viktoria von Preußen, deren erster Mann Adolf zu Schaumburg-Lippe 1916 während des Ersten Weltkriegs gestorben war und die in Bonn im Palais Schaumburg lebte. Die Ehe war ein gesellschaftlicher Skandal und zerbrach schon nach wenigen Monaten, nachdem Zoubkoff einen erheblichen Teil des Vermögens seiner Frau durchgebracht hatte.
Er floh nach Luxemburg (andere Quellen sprechen von einer Ausweisung im Jahr 1928), wo er als angeblicher Medizinstudent und Kellner lebte. Das Restaurant in der Stadt Luxemburg, in dem er arbeitete, warb mit einem Schild „Hier bedient Sie der Schwager des Kaisers“.
Zoubkoff veröffentlichte 1928 seine Memoiren, die sich wie ein Schelmenroman lesen. Auch seine verarmte Frau suchte ihr Leben in eigenen Erinnerungen zu rechtfertigen, die sie im Bonner General-Anzeiger publizierte.
1933 trat Zoubkoff auf einer Luftfahrtschau als Fallschirmspringer auf und war damit der erste Fallschirmspringer im Großherzogtum Luxemburg überhaupt. Auch danach war er noch schaustellerisch tätig, um seinen Lebensunterhalt zu bestreiten.

## Einzelnachweis
1. ↑  Beleg zum Auftritt als Fallschirmspringer (Memento vom 17. September 2016 im Internet Archive)

| Personendaten    | Personendaten                                                                                                 |
| ---------------- | --- |
| NAME             | Zoubkoff, Alexander                                                                                           |
| ALTERNATIVNAMEN  | Zoubkoff, Alexander Anatolewitsch; Зубков, Александр Анатольевич (russisch); Subkow, Alexander Anatoljewitsch |
| KURZBESCHREIBUNG | russischer Emigrant und Hochstapler                                                                           |
| GEBURTSDATUM     | 25. September 1901                                                                                            |
| GEBURTSORT       | Iwanowo-Woznessensk, Russisches Kaiserreich                                                                   |
| STERBEDATUM      | 28. Januar 1936                                                                                               |
| STERBEORT        | Luxemburg |